# Fulehung
 (janvier 2016).
Si vous disposez d'ouvrages ou d'articles de référence ou si vous connaissez des sites web de qualité traitant du thème abordé ici, merci de compléter l'article en donnant les références utiles à sa vérifiabilité et en les liant à la section « Notes et références ».
 (février 2016).

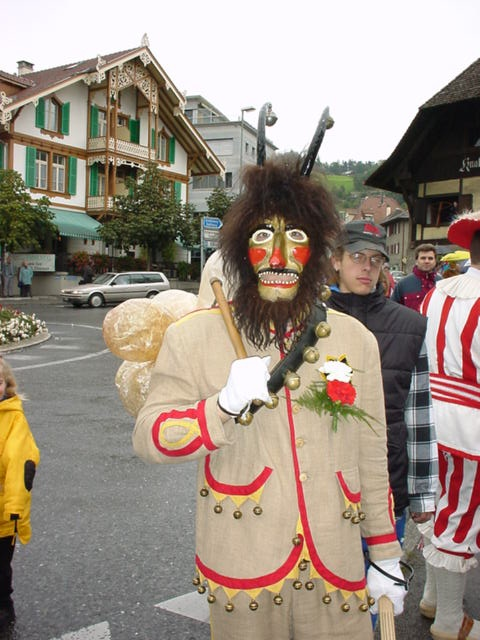
Fulehung lors du Ausschiesset en 1999.

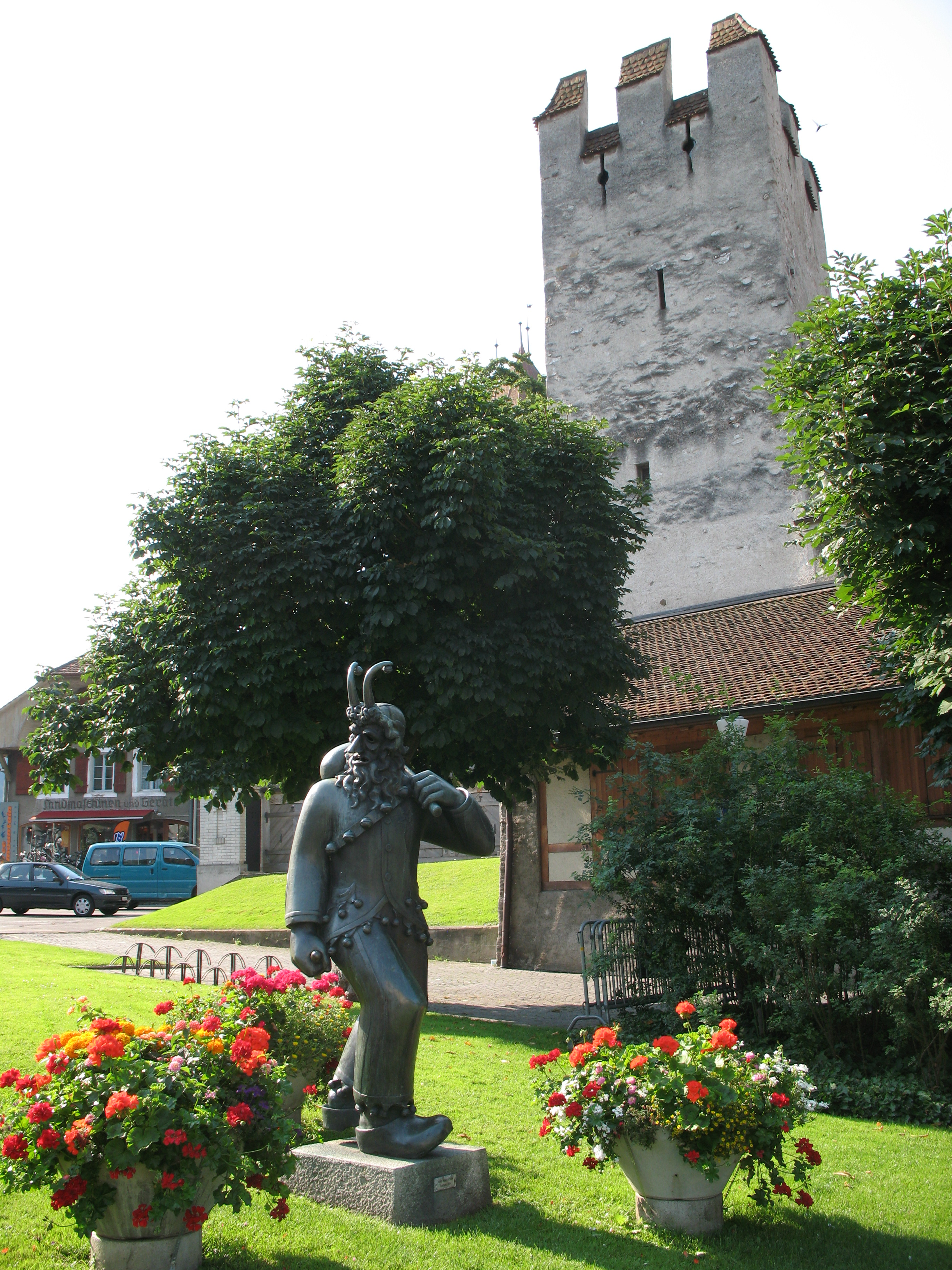
Le Fulehung près de la Chutziturm, Thoune.

Le Fulehung est un bouffon et figure emblématique de la fête populaire du Ausschiesset (de) à Thoune. Fule Hung signifie « fauler Hund » en dialecte bernois, soit "chien paresseux".

## Histoire
Lors de la bataille de Morat, les confédérés capturent le bouffon de Charles le Téméraire. Il est ramené à Thoune où la population le chasse dans la rue. L'original de son masque fut volé dans un musée en 1930.

## De nos jours[Quand?]
Le jour de la fête de l'Ausschiesset, le bouffon se promène dans la rue et est chassé par la population qui crie « Fulehung, Fulehung » qui, armé de vessie de porc, en frappe les plus audacieux ou impertinents. Aux enfants, il donne des billets gratuits pour le carrousel « Rösslispiel ». Il termine sa course dans la vieille ville où il jette des sucreries aux gens. Après cela a lieu un concours de tir à l'arbalète.